# Советский (Брестская область)
Советский (бел. Савецкі) — посёлок в Городищенском сельсовете Барановичского района Брестской области Белоруссии, в 29 км от города Барановичи. Население — 204 человека (2023).

## История
На месте современного посёлка находилась деревня Малыши, которая в 1798 году насчитывала четыре дома.
До 26 июня 2013 года входил в состав Карчёвского сельсовета.

## Население
По состоянию на 1 января 2023 года в деревне проживало 204 человека в 80 хозяйствах, в том числе 33 моложе трудоспособного возраста, 130 — в трудоспособном возрасте и 41 — старше трудоспособного возраста.
| Численность населения (по переписи) | Численность населения (по переписи) | Численность населения (по переписи) | Численность населения (по переписи) |
| 1970                                | 1999                                | 2009                                | 2019                                |
| ----------------------------------- | ----------------------------------- | ----------------------------------- | ----------------------------------- |
| 121                                 | ↗245                                | ↘221                                | ↘171                                |